# Bobby Jones
Robert "Bobby" (eller "Bob") Tyre Jones Jr., född 17 mars 1902 i Atlanta, Georgia, död 18 december 1971 på samma plats, var en amerikansk framgångsrik golfspelare på 1920-talet.

## Karriär

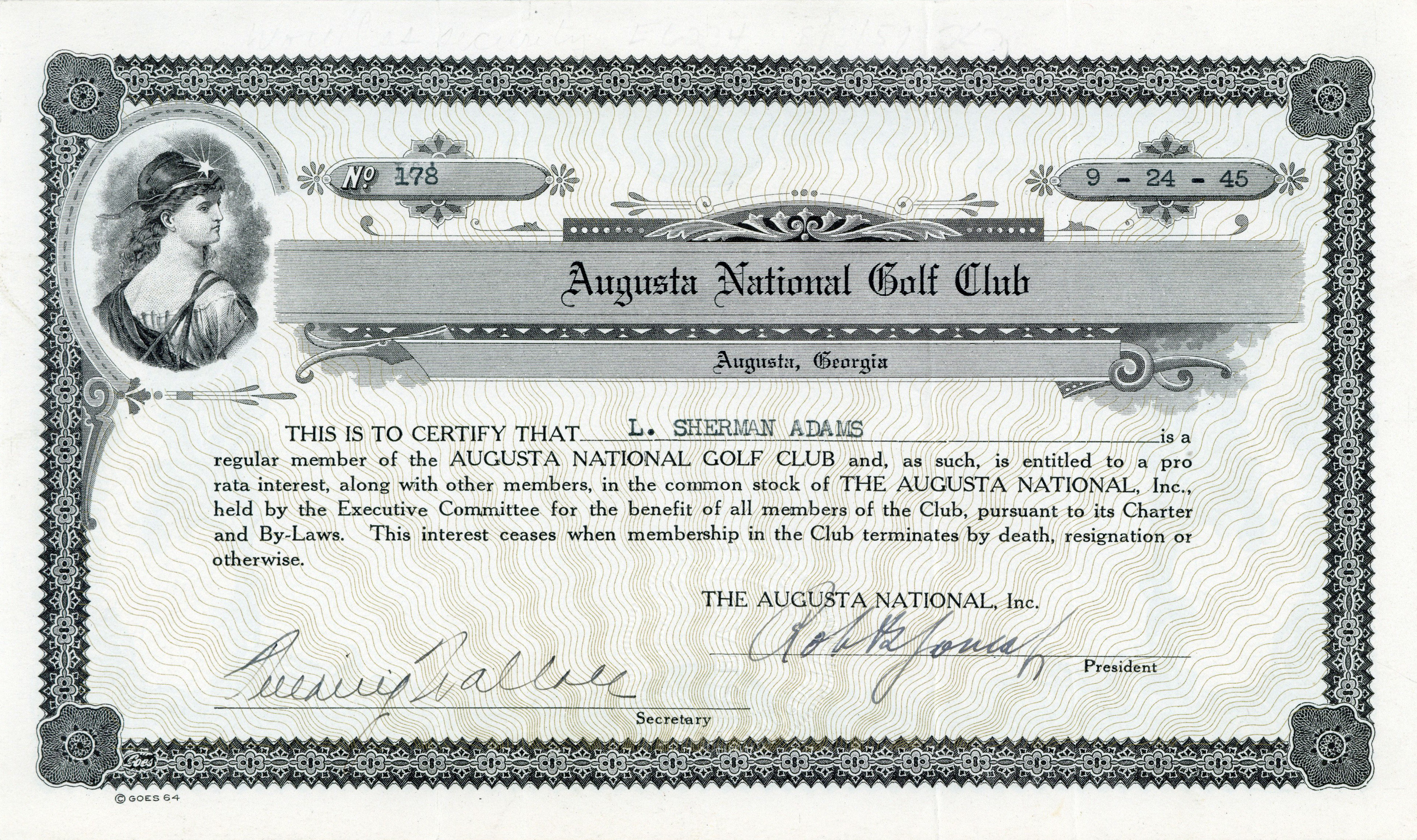
Aktiebrev i Augusta National Golf Club, utfärdad den 24 september 1945, utställd på L. Sherman Adams, egenhändigt undertecknad av Bobby Jones som "President".

Jones var en av de största spelarna som har tävlat både nationellt och internationellt. Mellan 1923 och 1930 vann han 13 majors (som de räknades på den tiden, sju enligt dagens majortävlingar), vilket rankar honom som den tredje bäste i golfhistorien efter Jack Nicklaus och Tiger Woods. Han är den ende hittills som vunnit Golfens Grand Slam. 1930 vann han samma år de fyra dåvarande majorstävlingarna: British Amateur, British Open, US Open samt US Amateur.
Jones var den yngste spelaren som har spelat i en U.S. Amateur Championship-tävling (14 år) och han var den förste spelaren som vann dubbeln (The Double), både US Open och The Open Championship (British Open) samma år.
Jones var även en högt utbildad akademiker. Han kandiderade i ingenjörsvetenskap, litteratur och juridik. När han slutade med golfen vid 28 års ålder så fortsatte han att jobba som jurist, skriva golfartiklar och medverka i golffilmer. Men framför allt skapade han en av världens bästa golfbanor tillsammans med Alister McKenzie, Augusta Nationals golfbana och startade The Masters som hålls på Augusta varje år.
Jones tävlade nästan bara i de stora tävlingarna och där emellan ägnade han sig åt sitt advokatyrke och sin familj. Golfen kom i tredje hand och han tränade nästan aldrig eftersom han avskydde det.
Bobby Jones var en gentleman på golfbanan. Han var omtalad för sin inställning att absolut följa golfreglerna. Han gav sig själv pliktslag vid fyra tillfällen under stora mästerskap. Under US Open 1925 anmälde han för sin markör att bollen hade rört sig då han grundade klubban. Ingen utom han själv hade sett det och tävlingsledningen ansåg att man skulle bortse från det. Jones stod på sig och fick till slut sina pliktslag.
1948 drabbades Jones av en muskelsjukdom som förvärrades med åren. De sista levnadsåren var han rullstolsburen. Han avled 1971 i sin hemstad Atlanta där han också är begravd.
2004 skildrades hans liv i filmen Bobby Jones: Stroke of Genius där Jim Caviezel spelade titelrollen som Jones.

## Majorsegrar
- 1923 U.S. Open
- 1924 U.S. Amateur Championship
- 1925 U.S. Amateur
- 1926 The Open Championship, US Open
- 1927 The Open Championship, US Amateur
- 1928 US Amateur
- 1929 US Open
- 1930 British Amateur, The Open Championship, US Open, US Amateur